# Melody Gardot
Melody Gardot ['mɛlədiː gaɹ'doʊ] és una compositora i cantant de jazz. Va néixer a Nova Jersey, EUA, el 2 de febrer de l'any 1985. La seva música està influenciada per artistes de blues i jazz com Judy Garland, Janis Joplin, Miles Davis, Duke Ellington, Stan Getz i George Gershwin, i també per artistes de música llatina com Caetano Veloso. Segueix la filosofia budista, té una alimentació macrobiòtica.

## Biografia
Melody Gardot va néixer a Nova Jersey. La seva àvia era una immigrant polonesa i la seva mare era una fotògrafa que treballava i viatjava freqüentment. No tenia gaires possessions, ja que es movien molt sovint. Va estudiar moda al Community College of Philadelphia.
Va començar al món de la música per casualitat, quan el seu cotxe es va quedar sense gasolina i va anar a un bar per demanar ajuda. Allà li van preguntar si sabia tocar el piano i així va començar a guanyar diners; ella ho considerava com un hobby, no tenia intenció de dedicar-se a la música.
Mentre Melody Gardot anava amb bicicleta el novembre del 2003, quan tenia 19 anys, va ser atropellada per un Jeep Cherokee, ja que el conductor va ignorar el semàfor que tenia en vermell. A l'accident va patir greus problemes al cap i a la columna vertebral i es va trencar la pelvis per dos llocs. A causa de l'accident es va veure postrada al llit, i va necessitar un any per tornar a caminar, però el principal problema eren els danys cerebrals. «Les meves neurones no connectaven. Jo creia que deia moltes coses i que m'expressava bé, però això era al meu cap. En realitat, en tot el dia, tan sols sortien de la meva boca un parell de paraules inconnexes. Vaig passar un any així» afirmà l'artista. L'accident havia danyat les vies neuronals entre dues escorces cerebrals que controlen la percepció i la major funció mental, i va fer de Gardot (paraules textuals de l'artista) "una mica d'un vegetal". Altres conseqüències de l'accident van ser que va haver de tornar a aprendre tasques simples com raspallar-se les dents, tenia pèrdues de memòria a curt termini i dificultats amb la noció del temps. També va quedar extremadament sensible a la llum i al so.
Un especialista que la va examinar, va preguntar a la seva mare per les aficions de Gardot, i ella li va dir que tocava el piano. Aquest especialista creia que la música podia ajudar-la a recuperar-se, i aleshores va començar a escriure cançons com a teràpia, i d'aquí va sortir el seu primer disc, Worrisome Heart (2008). Gràcies a aquella experiència Gardot defensa i promou les teràpies musicals.

## Discografia

### Àlbums
| Títol                                   | Detalls                                                                                | Posició més alta a les llistes | Posició més alta a les llistes | Posició més alta a les llistes | Posició més alta a les llistes | Posició més alta a les llistes | Posició més alta a les llistes | Posició més alta a les llistes | Posició més alta a les llistes | Posició més alta a les llistes | Posició més alta a les llistes | Posició més alta a les llistes | Vendes                                    | Certificacions                                                               |
| Títol                                   | Detalls                                                                                | US                             | AUS                            | FRA                            | GER                            | IRE                            | JPN                            | NLD                            | NOR                            | NZ                             | SWE                            | UK                             | Vendes                                    | Certificacions                                                               |
| --------------------------------------- | -------------------------------------------------------------------------------------- | ------------------------------ | ------------------------------ | ------------------------------ | ------------------------------ | ------------------------------ | ------------------------------ | ------------------------------ | ------------------------------ | ------------------------------ | ------------------------------ | ------------------------------ | ----------------------------------------- | ---------------------------------------------------------------------------- |
| Worrisome Heart                         | - Editat: 26 de febrer de 2008 - Discogràfica: Verve - Formats: CD, descàrrega digital | 80                             | 93                             | 8                              | 44                             | —                              | 86                             | —                              | 31                             | —                              | 25                             | 172                            | - US: 100,000                             | - GER: Gold                                                                  |
| My One and Only Thrill                  | - Editat: April 28, 2009 - Discogràfica: Verve - Formats: CD, descàrrega digital       | 42                             | 23                             | 4                              | 4                              | 34                             | 27                             | 20                             | 2                              | 11                             | 1                              | 12                             | - Fr: 270,000 - UK: 100,000 - US: 117,000 | - AUS: Gold - FRA: 2× Platinum - GER: Platinum - SWE: 2× Platinum - UK: Gold |
| The Absence                             | - Editat: May 28, 2012 - Discogràfica: Verve - Formats: Vinyl, CD, descàrrega digital  | 33                             | 43                             | 3                              | 9                              | 22                             | 22                             | 16                             | 1                              | 38                             | 3                              | 18                             | - US: 51,000                              | - FRA: Platinum                                                              |
| Currency of Man                         | - Editat: June 2, 2015 - Discogràfica: Verve - Formats: Vinil, CD, descàrrega digital  | 124                            | 80                             | 5                              | 11                             | 29                             | 59                             | 12                             | 14                             | 20                             | —                              | 31                             |                                           |                                                                              |
| "—" denotes a title that did not chart. |                                                                                        |                                |                                |                                |                                |                                |                                |                                |                                |                                |                                |                                |                                           |                                                                              |

### Antologies
| Some Lessons: The Bedroom Sessions   | - Editat: May 3, 2005 - Discogràfica: Independent - Formats: CD, descàrrega digital | — |
| Live from SoHo                       | - Editat: March 24, 2009 - Discogràfica: Verve - Formats: descàrrega digital        | 2 |
| Bye Bye Blackbird EP                 | - Editat: 2010 - Discogràfica: Verve - Formats: CD                                  | — |
| A Night with Melody EP               | - Editat: April 6, 2011 - Discogràfica: Universal Music Group - Formats: CD         | — |
| "—" denota un títol que no té llista |                                                                                     |   |

### Senzills
- "Worrisome Heart" (2008)
- "Goodnite" (2008)
- "Quiet Fire" (2008)
- "Who Will Comfort Me" (2009)
- "Baby I'm a Fool" (2009)
- "If the Stars Were Mine" (2009)
- "Your Heart Is as Black as Night" (2011)
- "Mira" (2012)
- "Amalia" (2012)
- "La vie en rose" (2012)[27]
- "Same to You" (2015)
- "Preacherman" (2015)[28]
- "It's Gonna Come" (2016)